# Don't Cry - Makin’ F@*!ing Videos Part I
Don't Cry - Makin’ F@*!king Videos Part I é um álbum de vídeo da banda norte-americana de hard rock Guns N' Roses. Lançado em 21 de junho de 1993, esse vídeo traz o making of do videoclipe de Don't Cry, e é a primeira parte da trilogia. O documentário foi dirigido por Mark Racco e produzido por John Linson juntamente com Doug Goldstein.

## Sinopse[2]
Depois de completar o grande álbum épico Use Your Illusion (grande o bastante que até a banda optou por lançá-lo em dois discos, cada com 75 minutos), a banda de hard rock Guns N' Roses optou por promovê-lo com um punhado de vídeos muito elaborados. Guns N 'Roses: Vídeos 1 (mais conhecido como Guns N' Roses: Makin' F@*!ing Videos, Pt. 1) mostra uma visão por trás das câmeras na produção do clipe promocional da banda para "Don't Cry", detalhando tanto as brincadeiras quanto os momentos de estresse nos bastidores, além dos detalhes técnicos envolvidos. Esse documentário também inclui uma entrevista com o ex frontman da banda Blind Melon, Shannon Hoon, que canta no backing vocal na música.

## Créditos[3]
Elenco (por ordem de créditos):
- W. Axl Rose...   ele mesmo
- Slash...   ele mesmo
- Duff McKagan...   ele mesmo
- Dizzy Reed...   ele mesmo
- Matt Sorum...   ele mesmo
- Gilby Clarke...   ele mesmo
- Shannon Hoon...   ele mesmo
- Josh Richman...   ele mesmo
- Stephanie Seymour...   namorada de Axl
- Sam Carlson...   ele mesmo (não creditado)
- Izzy Stradlin...   ele mesmo (acervo de fotos) (não creditado)

Equipe técnica
- Andy Morahan - direção do clipe
- Mark Racco - direção do documentário
- Doug Goldstein - produção executiva
- John Linson - produção
- August Jakobsson - cinematografia
- Louis Marciano - edição
- Patrick Hanson - som
- Dave Bundtzen - assistente de câmera

Música original por: Axl Rose, Slash, Duff McKagan, Dizzy Reed, Izzy Stradlin e Steven Adler